# دينيسي هساي
دينيسي هساي (بالإنجليزية: Dean Hsieh)‏ هو موسيقي وعازف قيثارة أمريكي، ولد في 10 أبريل 1973.

## وصلات خارجية
- دينيسي هساي على موقع IMDb (الإنجليزية)
- دينيسي هساي على موقع ديسكوغز (الإنجليزية)